# Fresc Co
Fresc Co és una cadena de restaurants de bufet lliure i amanides, nascuda a Catalunya l'any 1995, impulsada per Víctor Arrese i Jordi Arrese. El 2005 va ser adquirida per l'empresa The Eat Out Group, filial llavors del grup Agrolimen, que en dos anys va triplicar el nombre de restaurants. El creixement es va estroncar el 2013, amb el tancament de 18 locals i l'acomiadament de 214 persones de la plantilla. El 2014 el grup Eat Out va ser venut al grup portuguès Ibersol.